# 474 Prudentia

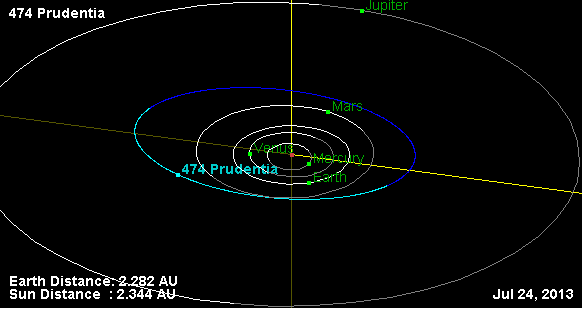

474 Prudentia è un asteroide della fascia principale del diametro medio di circa 37,58 km. Scoperto nel 1901, presenta un'orbita caratterizzata da un semiasse maggiore pari a 2,4529563 UA e da un'eccentricità di 0,2113215, inclinata di 8,79798° rispetto all'eclittica.
Il suo nome è dedicato alla personificazione della virtù della Prudenza, raffigurata con uno specchio e un serpente.